# CARA Brazzaville
Club Athlétique Renaissance Aiglon Brazzaville, zkráceně CARA Brazzaville, je fotbalový klub z města Brazzaville v Konžské republice. Hraje na stadionu Stade Alphonse Massemba-Débat. Barvami jsou červená a černá.

## Historie
Klub byl založen roku 1935.

## Úspěchy
- Konžská liga (6): 1969, 1973, 1975, 1981, 1984, 2008
- Konžský pohár (3): 1981, 1986, 1992
- Pohár mistrů CAF (1): 1974